# Aoste
Pour les articles homonymes, voir Aoste (homonymie).
 (mai 2018).
Si vous disposez d'ouvrages ou d'articles de référence ou si vous connaissez des sites web de qualité traitant du thème abordé ici, merci de compléter l'article en donnant les références utiles à sa vérifiabilité et en les liant à la section « Notes et références ».
Aoste (prononciation /ɔst/ ; en italien : Aosta ; en ancien français : Aouste ; en francoprovençal : Outa  ou  Veulla ) est une ville italienne d'environ 33 000 habitants, chef-lieu de la région autonome et bilingue de la Vallée d'Aoste, dans le nord-ouest de l'Italie.

## Géographie
Entourée de sommets élevés comme le mont Blanc, le Cervin, le Grand Paradis ou les pics du mont Rose dans la chaîne des Alpes, la ville est située à la jonction de deux vallées importantes pour les communications. L'une est celle de la Doire Baltée, qui remonte vers le mont Blanc. L'autre vallée est celle du Buthier, appelée Valpelline, qui remonte vers la vallée du Grand-Saint-Bernard et le col du même nom.
La ville communique avec le val d'Entremont en Suisse par le col du Grand-Saint-Bernard ainsi que par le tunnel du même nom, et avec la vallée de l'Arve en France par le tunnel du Mont-Blanc et la vallée de la Tarentaise par le col du Petit-Saint-Bernard. En suivant la Doire en aval, on accède facilement à Turin et au Piémont.

### Distances
| Chamonix-Mont-Blanc | 57,6 km |
| Vex                 | 111 km  |
| Turin               | 114 km  |
| Genève              | 134 km  |
| Milan               | 186 km  |
| Gênes               | 247 km  |
| Lyon                | 278 km  |
| Nice                | 351 km  |
| Paris               | 669 km  |
| Rome                | 771 km  |

### Communes limitrophes
Les communes limitrophes sont  Charvensod, Gignod, Gressan, Pollein, Roisan, Saint-Christophe et Sarre.
|       | Gignod              | Roisan           |
| Sarre | Aoste               | Saint-Christophe |
|       | Charvensod, Gressan | Pollein          |

### Hameaux
Arpuilles, Le Beauregard, Bibian, La Bioulaz, Borgnalle, Le Borgnon, Le Bourg, Brenloz, Busseyaz, Les Capucins, Cache, La Combe, Le Chabloz, Chambarlet (Tzambarlet), Champailler, Le Champlan, Le Chanté (Tsanté), Charbonnier, Châtaigner, Le Châtelet, Le Clou-Neuf, Cognon, Collignon, Condémine, Cossan, La Crête-Bénie, Le Créton, Le Crou, Duvet, L'Épinettaz, Entrebin, Excenex, Les Fourches, Le Gotrau, Le Montcenis, Le Montfleury, Pallin, Paravère, Pléod, Le Plot, Porossan, Le Quartier-de-la-Doire, La Riondaz, La Rochère, Saint-Étienne, Saint-Martin-de-Corléans, Saint-Roch, Le Saraillon, Saumont, Signayes, Le Talapé, Les Vignoles, Viseran, Vorpillières

### Voies de communication et transports

#### Transports routiers
Depuis 1965, grâce à l'ouverture du tunnel du Mont-Blanc, la communication avec Chamonix et le reste de la France se fait de manière plus aisée.
L'autoroute A5, qui traverse le val d'Aoste depuis avril 2007, arrive à quelques centaines de mètres du tunnel du Mont-Blanc, favorisant ainsi le transfert des poids lourds, d'ailleurs interdits depuis, sur la route nationale 26 de la Vallée d'Aoste.
De même, le tunnel du Grand-Saint-Bernard (desservi par la route nationale 27) assure la liaison avec la Suisse vers le Valais.

#### Transports aériens
Aoste possède un aéroport qui porte le nom de l'ancien assesseur, député régional et pilote Conrad Gex.

#### Transport en commun
La plaine aostoise, comprenant la ville et les communes limitrophes, est desservie par la Société valdôtaine d'autocars publics, abrégée en SVAP.
La SVAP a récemment lancé le projet AllôBus de transport à la demande, concernant Aoste et les communes limitrophes. Le service nocturne s'appelle AllôNuit.

#### Transport ferroviaire
La gare d'Aoste constitue le point de rencontre entre la ligne Chivasso - Aoste (vers Turin-Porta-Nuova et le réseau ferré italien) et la ligne Aoste - Pré-Saint-Didier (actuellement plus exploitée) vers le Valdigne (haute vallée d'Aoste, vers Courmayeur).

## Histoire

### La légende
Aoste était habitée déjà dans la Préhistoire par les Salasses, une population de culture mégalithique d'origine celto-ligure. Selon la légende, la ville de Cordèle fut fondée en 1158 av. J.-C. par Cordelus, souche des Salasses, descendant de Saturne et camarade d'expédition d'Héraclès. Les uniques témoignages de la période salasse sont constitués par une nécropole et un lieu de culte remontant au IIIe millénaire, faisant partie du site mégalithique de Saint-Martin-de-Corléans, avec des tombeaux mégalithiques.

### Époque romaine

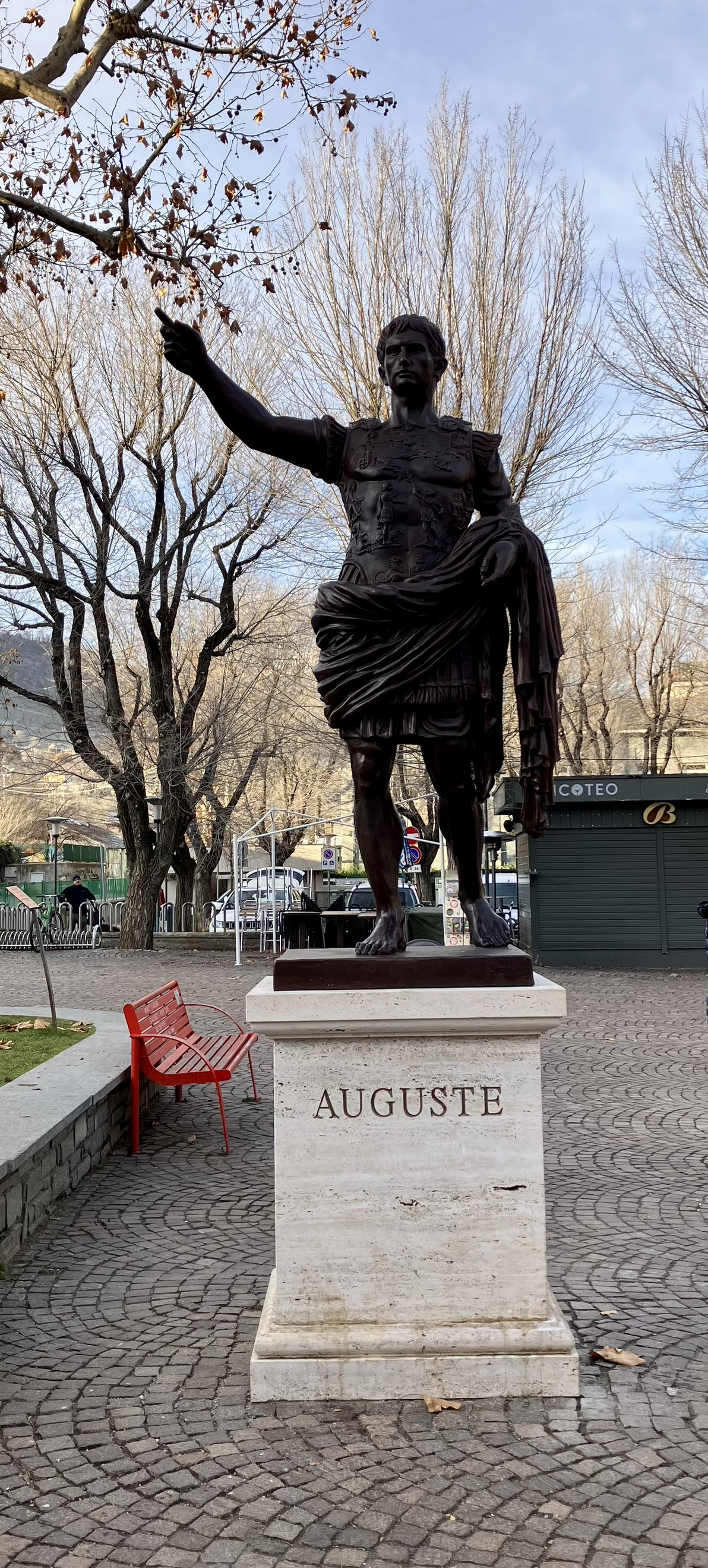
Statue dédiée à Auguste, sur la place de l'arc d'Auguste.

Rome commença à s'intéresser à la conquête des Alpes après la fin de la deuxième guerre punique, en 202 av. J.-C. Les Gaulois, alliés des Carthaginois, constituaient une menace dans cette région. La fonction d'un camp militaire dans l'actuelle vallée de la Doire Baltée était surtout stratégique. Pour protéger la plaine du Pô, il fallait conquérir les Alpes pour en faire un rempart naturel contre les invasions des Barbares. Dans ce but, à l'embouchure des vallées alpines, les Romains fondèrent des cités fortifiées.
Mais au Ier siècle av. J.-C., à cause de la conquête de la Gaule, la perspective changea et les Salasses commencèrent à représenter un obstacle important au passage des soldats et des marchands à travers deux des principaux cols alpins, le long de la Route des Gaules. Après des escarmouches et des expéditions militaires sans issue efficace, Auguste envoya contre les Salasses le futur consul Aulus Térentius Varron Murène avec des troupes.
Une nouvelle colonie fut fondée en 25 av. J.-C. et baptisée Augusta Praetoria Salassorum, à l'endroit même du quartier général (praetorium) de l'ancien camp fortifié, à la confluence des deux fleuves de la région, le Buthier et la Doire Baltée, pour symboliser sa position de carrefour entre la route du Grand-Saint-Bernard (appelé à l'époque Mons Jovis, d'où l'appellation locale « Mont Joux », ou Summus Pœninus) et celle du Petit-Saint-Bernard (Columna Jovis ou « Colonne de Joux », ou Alpis Graia).
Le plan actuel de la ville a conservé le plan hippodamien typique des colonies militaires romaines. La rue principale, appelée en latin Decumanus maximus (correspondant aux actuelles rue de la Porte Prétorienne, rue Jean-Baptiste de Tillier et rue Édouard-Aubert), mesurant à l'époque 9 mètres de large, représentait le prolongement de la route consulaire des Gaules reliant Mediolanum (Milan) au col du Petit-Saint-Bernard. L'accès à la ville se faisait à travers un pont sur le Buthier, encore visible aujourd'hui, même si le fleuve modifia son cours à la suite d'une inondation. Dans la ville se trouvaient un théâtre, un amphithéâtre, des thermes et un forum. Les murs d'enceinte et les portes de la ville sont visibles à plusieurs endroits.

### Moyen Âge

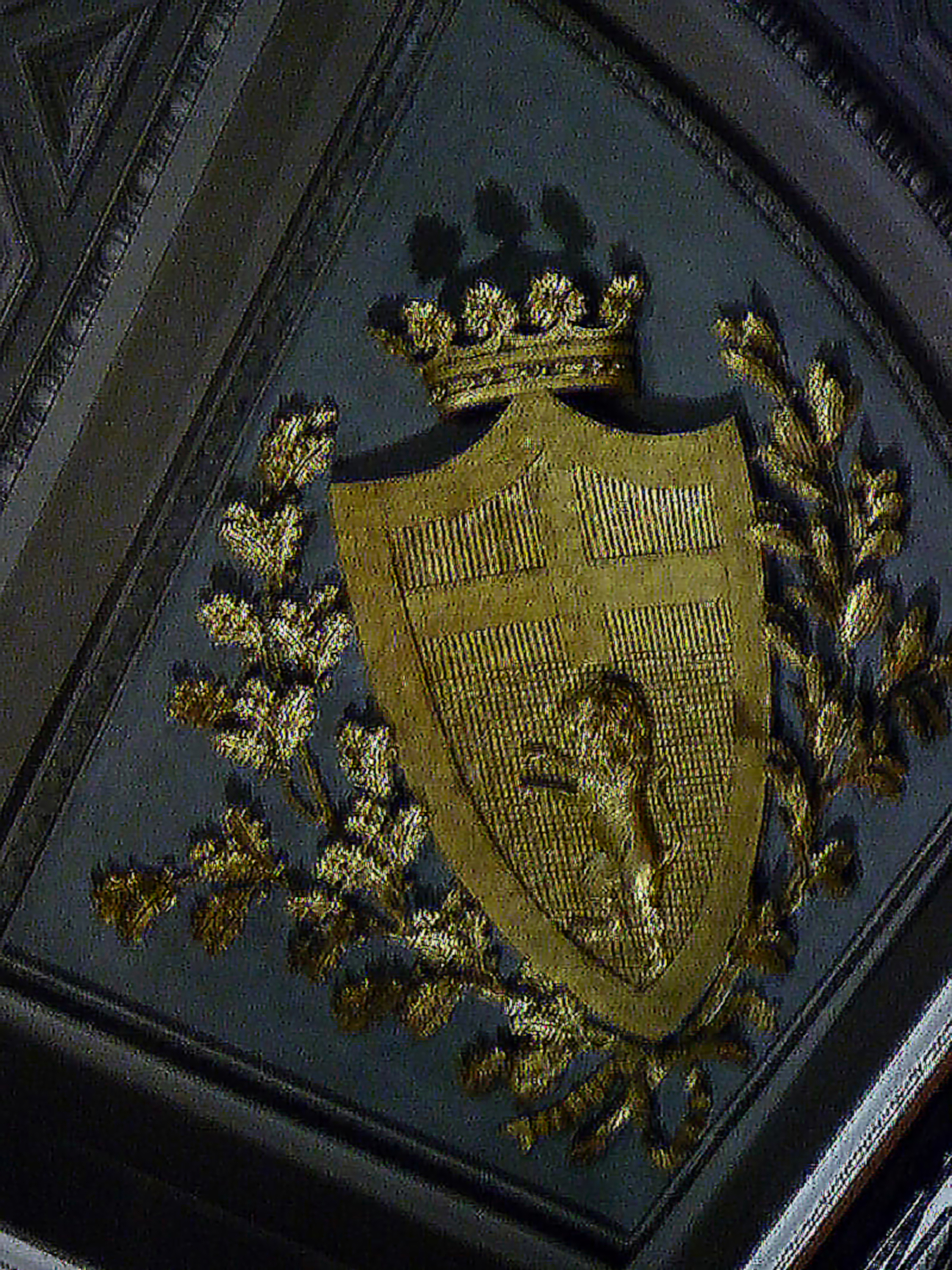
Le blason de la ville d'Aoste dans le Salon ducal de l'Hôtel de Ville.

Le Moyen Âge a marqué la ville sur le plan religieux : Saint Anselme est né à Aoste. Fidèle à ses suzerains savoyards, Aoste rejette la réforme protestante et, selon la légende, chasse Jean Calvin. Depuis 1536, les cloches de la cathédrale sonnent chaque jour à 11 h 30 pour marquer la supposée fuite du réformateur.
Aoste est l'une des étapes de la Via Francigena, chemin de pèlerinage menant à Rome. Elle est mentionnée à ce titre par Sigéric, en 990, avec la mention XLVII Augusta (numéro d'étape en partant de Rome). Elle est également citée par le religieux islandais Nikulas de Munkathvera dans le Leiðarvísir, itinéraire rédigé vers 1154.
L'architecture de la ville garde les traces des différentes périodes : ruines romaines (enceinte romaine d'Aoste, arc de triomphe, théâtre et amphithéâtre, cryptoportique du forum), période médiévale (tour de Bramafam, cathédrale et collégiale Saint-Ours).

### Seconde Guerre mondiale
La ville est libérée par les alliés le 27 avril 1945 à la fin de la guerre. Elle se trouvait dans le secteur d'occupation du groupe d'armée Ligurie de Graziani.

## Politique et administration

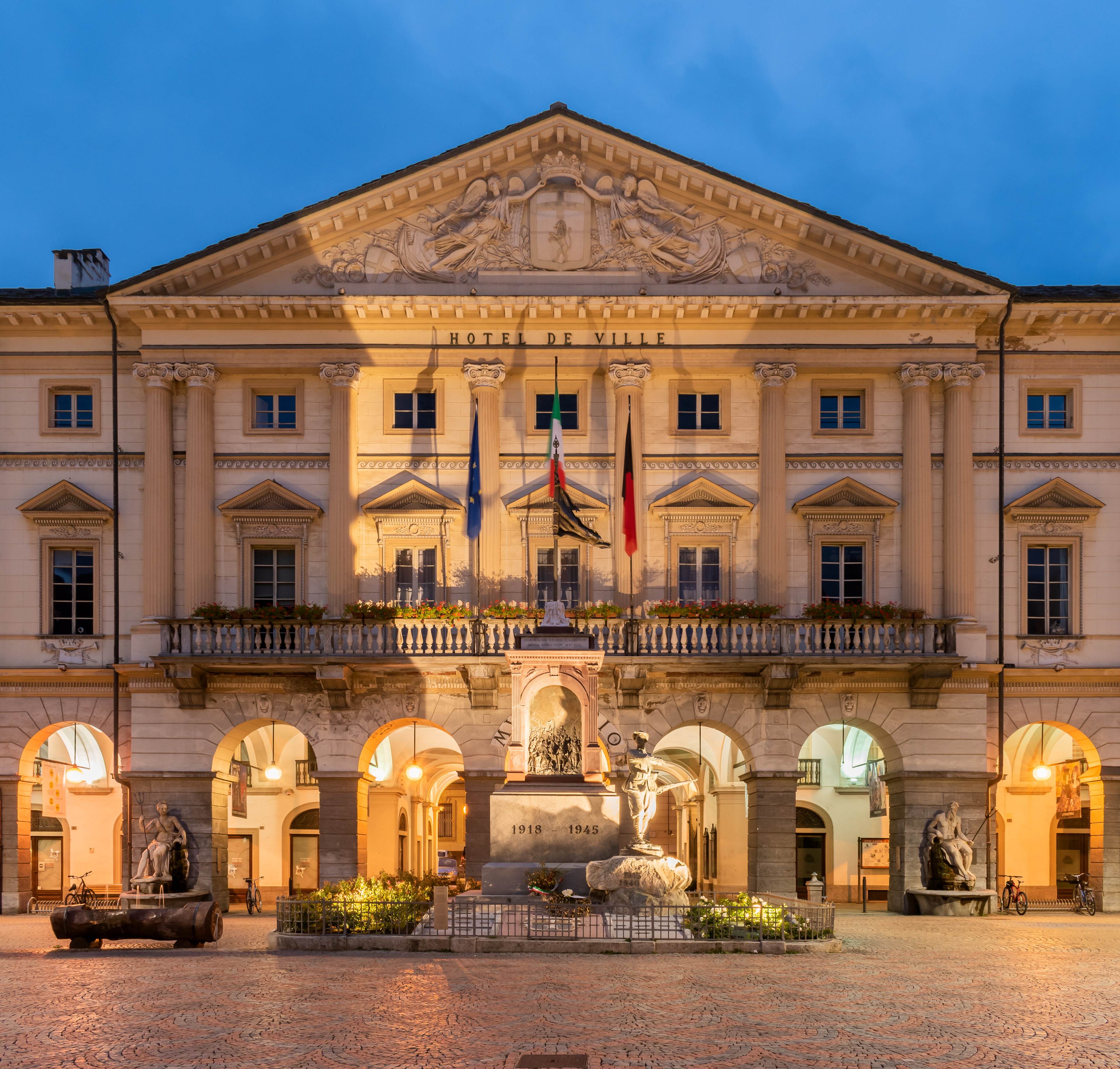
L'hotel de ville d'Aoste. Octobre 2021.

### Administration communale
| Période                                  | Période        | Identité       | Étiquette        | Qualité |
| ---------------------------------------- | -------------- | -------------- | ---------------- | ------- |
| 10 mai 2005                              | 24 mai 2010    | Guido Grimod   | Union valdôtaine |         |
| 24 mai 2010                              | 15 mai 2015    | Bruno Giordano | Union valdôtaine |         |
| 15 mai 2015                              | 6 octobre 2020 | Fulvio Centoz  | Parti démocrate  |         |
| 6 octobre 2020                           | En cours       | Gianni Nuti    | Indépendant      |         |
| Les données manquantes sont à compléter. |                |                |                  |         |

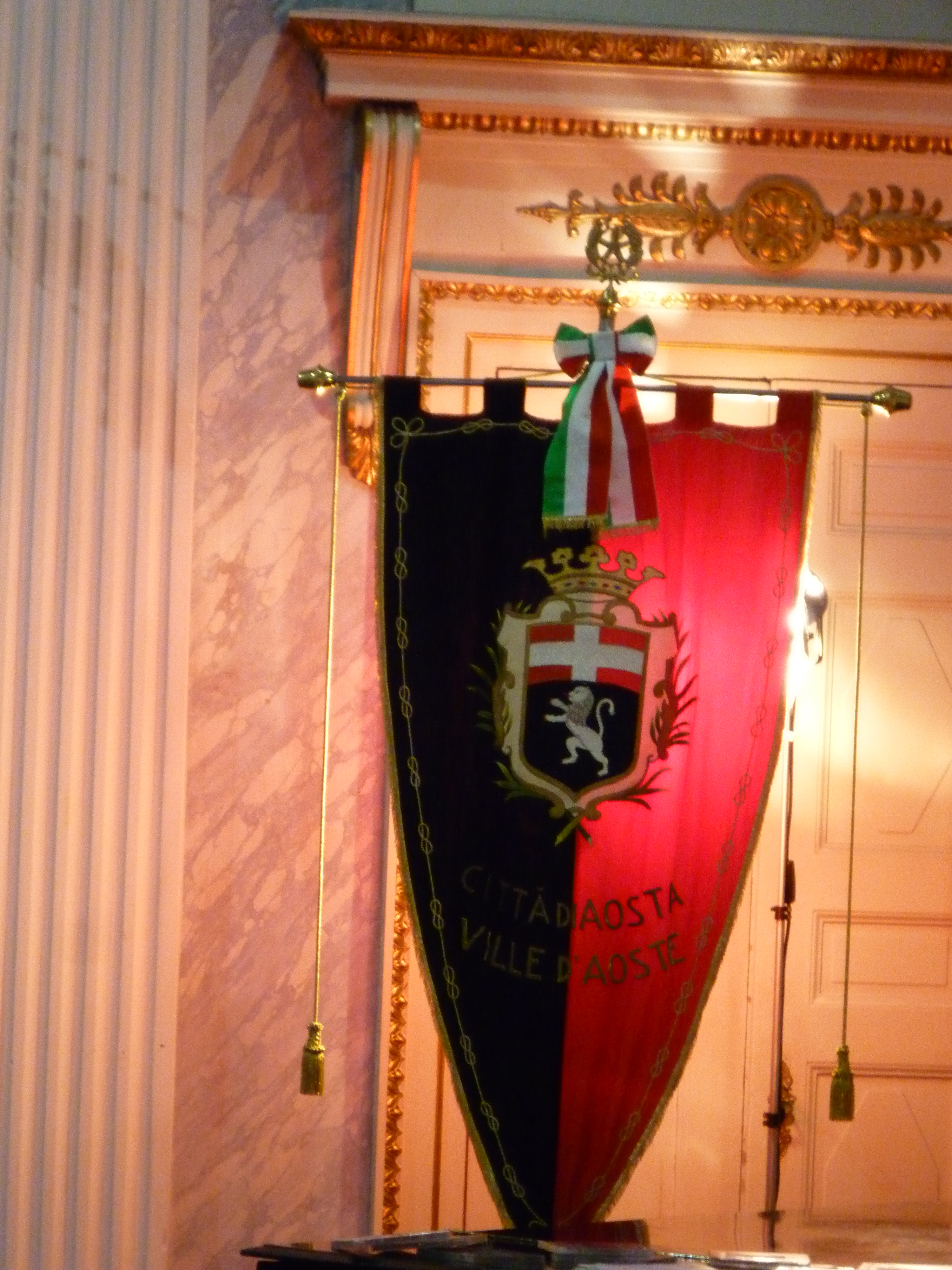
Le gonfanon de la ville d'Aoste dans le Salon ducal de l'Hôtel-de-Ville.

La ville d'Aoste fait partie de l'Association internationale des maires francophones.

## Population et société

### Évolution démographique
La population de la ville est d'environ 33 000 habitants. L'agglomération constituée avec les communes limitrophes (Saint-Christophe et Sarre) atteint les 41 000 habitants.
Habitants recensés

### Jumelages
- Chamonix-Mont-Blanc (France) depuis 1957[7]
- Narbonne (France) depuis 1959[8]
- Sinaia (Roumanie)
- Kaolack (Sénégal) depuis 1972[9]
- San Giorgio Morgeto (Italie)

La ville d'Aoste entretient un pacte d'amitié avec Martigny et Albertville.

## Culture et patrimoine

Le gonfanon de la ville d'Aoste.

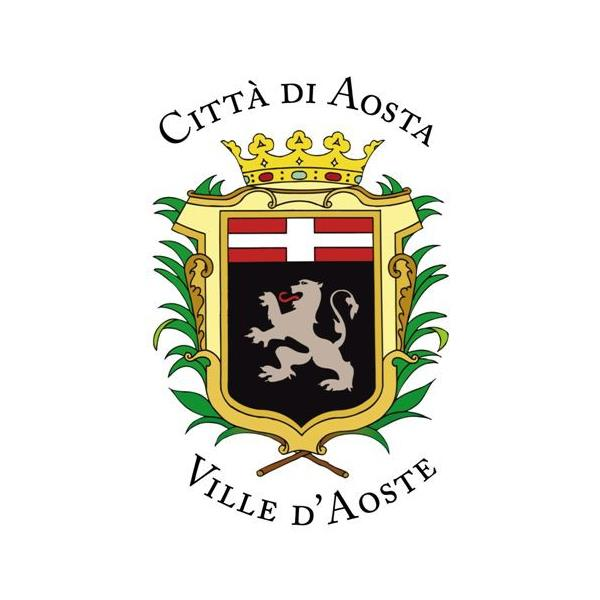
Le logo de la ville d'Aoste.

### Lieux et monuments
À Aoste se situent les musées suivants :
- Musée archéologique régional de la Vallée d'Aoste
- Musée du trésor de la cathédrale
- Musée du trésor de la collégiale de Saint-Ours
- Musée Innocenzo Manzetti, au centre Saint-Bénin

#### Préhistoire
- Site mégalithique de Saint-Martin-de-Corléans

#### Période romaine
La ville est particulièrement connue pour son important patrimoine artistique et architectonique d'époque romaine, dont la plupart est encore visible en élévation.
- Arc de triomphe d'Auguste
- Porte Prétorienne
- Théâtre romain
- Amphithéâtre romain
- Pont de pierre
- Nécropole romaine d'Aoste
- Villa romaine de la Consolata
- Cryptoportique du forum romain d'Aoste
- Murs d'enceinte et tours

Le périmètre d'enceinte des fortifications romaines de la ville demeure visible en de nombreux endroits. De plus, les tours sont également visibles comme la tour du Bailliage, la tour Fromage, la tour du Pailleron, la tour de Bramafam, la tour du lépreux (évoquée dans le roman Le lépreux de la cité d'Aoste de Xavier de Maistre), la Tourneuve, la tour des Seigneurs de Quart à Saint-Ours (aussi Porte de l'Insinuation).
La tour du Bailliage tire son nom de son utilisation par le bailli pendant le Moyen Âge.

#### Période médiévale
- Cathédrale d'Aoste
- Collégiale de Saint-Ours
- Tour de Bramafam

#### Période moderne et contemporaine
- Église Sainte-Croix
- Église Saint-Étienne
- Croix-de-Ville
- Place Émile-Chanoux
- Château Jocteau
- Château de Montfleury

#### Espaces verts
- Parc de Saumont
- Arboretum d'Entrebin

## Événements
- Tous les deux ans, le dernier dimanche de septembre des années paires, la Désarpa (du patois valdôtain, la Désalpe), la descente des vaches des alpages, les cornes décorées par des bouquets colorés (en patois valdôtain, lo bosquet) ;
- La Bataille de reines, le combat de vaches, est une manifestation typique des pays autour du Mont-Blanc, très populaire aussi en Valais. Le combat final se tient à l'arène de la Croix-Noire l'avant-dernier dimanche d'octobre ;
- D'octobre à mai, Aoste accueille la plupart des événements faisant partie de la Saison culturelle, organisée par l'assessorat régional de l'instruction et de la culture ;
- La Saint-Grat, deuxième évêque de la ville et patron de la Vallée d'Aoste, est fêtée le 7 septembre. Depuis 2006, l'administration régionale organise ce jour-là la Fête de la Vallée d'Aoste, au cours de laquelle sont décernés les prix de Chevalier de l'autonomie et Amis de la Vallée d'Aoste ;
- En été, le Festival des peuples minoritaires ;
- D'octobre à avril, la saison de pièces de théâtre pour enfants Enfanthéâtre, créée en 1983 ;
- Le marché, tous les mardis et les samedis ;
- Au mois de novembre, la Foire des Alpes est une foire-marché des races ovines et caprines locales, organisée par l'AREV à l'arène de la Croix-Noire ;
- Fin novembre, le Charaban, un spectacle théâtral en patois valdôtain.

### LaFoire de Saint-Ours
L'un des plus grands événements marquants dans la vallée est la Foire de Saint-Ours. Ne pas confondre, comme cela peut se produire, avec « ours », l'animal. Cette foire, dédiée à Ours d'Aoste, a lieu les 30 et 31 janvier de chaque année dans la vieille ville d'Aoste.
Cette manifestation au départ religieuse, qui a fêté ses 1 020 ans d'histoire en 2020, rassemble tous les artisans de la vallée venant exposer leurs œuvres. Celles-ci sont majoritairement en bois sculpté. On peut y trouver les chaussures en bois typiques réalisées par les sabotiers du val d'Ayas. La pierre ollaire y est aussi présente ainsi que des pièces de métal, mais l'on y voit également les dentellières de Cogne, ou les tisserands de Champorcher, travaillant le chanvre encore avec un ancien métier à tisser de l'époque, et les tisserands de Valgrisenche (le drap).
La foire de la Saint-Ours à Aoste est précédée de deux autres foires, la Foire des Glaciers à Pré-Saint-Didier et la foire de Saint-Ours à Donnas.

## Culture

### Éducation

#### Bibliothèques
- Bibliothèque régionale d'Aoste ;
- Bibliothèque « Ida Désandré », située avenue d'Europe ;
- Bibliothèque de l'hôpital régional ;
- Bibliothèque du quartier de la Doire ;
- Bibliothèque de l'Institut historique de la résistance et de la société contemporaine, située rue du Piave ;
- Bibliothèque du Club alpin italien, sur la place Émile Chanoux ;
- Bibliothèque diocésaine, située rue Xavier de Maistre.

#### Écoles
- Institut de l'école normale « Reine Marie Adélaïde » - incluant le lycée des sciences humaines et des sciences appliquées ;
- Institut « Édouard Bérard », incluant le lycée scientifique et linguistique ;
- Institut incluant le lycée classique « 26 février », le lycée artistique et le lycée musical ;
- Institut scolaire d'instruction technique (ISIT) « Innocent Manzetti », orientation technique : informatique, administration financière et marketing, bâtiment, environnement et territoire ;
- Institut scolaire d'instruction technique et professionnelle (ISITP) « Corrado Gex » ;
- Institut agricole régional (école parifiée).

## Personnalités liées à Aoste
- Anselme de Cantorbéry (Saint Anselme), né à Aoste en 1033 (ou 1034 selon les sources) et mort à Cantorbéry le 21 avril 1109 ;
- Anselme Réan, né à Aoste en 1855 et mort à Aoste en 1928, médecin et défenseur de l'identité valdôtaine ;
- Xavier de Maistre (1763-1852), auteur en 1811 du récit Le lépreux de la cité d'Aoste ;
- Natalino Sapegno, historien de la littérature et critique littéraire, né en 1901.

## Santé
Deux hôpitaux sont présents à Aoste, desservant également la moyenne et la haute Vallée d'Aoste :
- hôpital régional d'Aoste
- hôpital Beauregard

## Sports
Aoste a été ville candidate aux Jeux olympiques d'hiver de 1998.

### Cyclisme
Aoste a été trois fois une arrivée d'étape du Tour d'Italie :
- en 1970, 3e étape, Saint-Vincent-Aoste, vainqueur Franco Bitossi ;
- en 1973, 4e étape, Genève-Aoste, vainqueur Eddy Merckx ;
- en 1996, 15e étape, Briançon-Aoste, vainqueur Gianni Bugno.

Aoste a été deux fois une arrivée d'étape du Tour de France :
- en 1949, 17e étape, Briançon-Aoste, vainqueur Fausto Coppi ;
- en 1959, 18e étape, Le Lautaret-Aoste, vainqueur Ercole Baldini.

### Sports traditionnels
Dans cette commune se pratiquent le fiolet et la rebatta, deux des sports traditionnels valdôtains. Aoste compte trois sections : Aoste-ville, Arpuilles-Excenex et Porossan.

## Citations
« J'étais si heureux en contemplant ces beaux paysages 
 et l'arc de triomphe d'Aoste 
 que je n'avais qu'un vœu à former 
 c'était que cette vie durât toujours. (Stendhal) »

## Galerie de photos

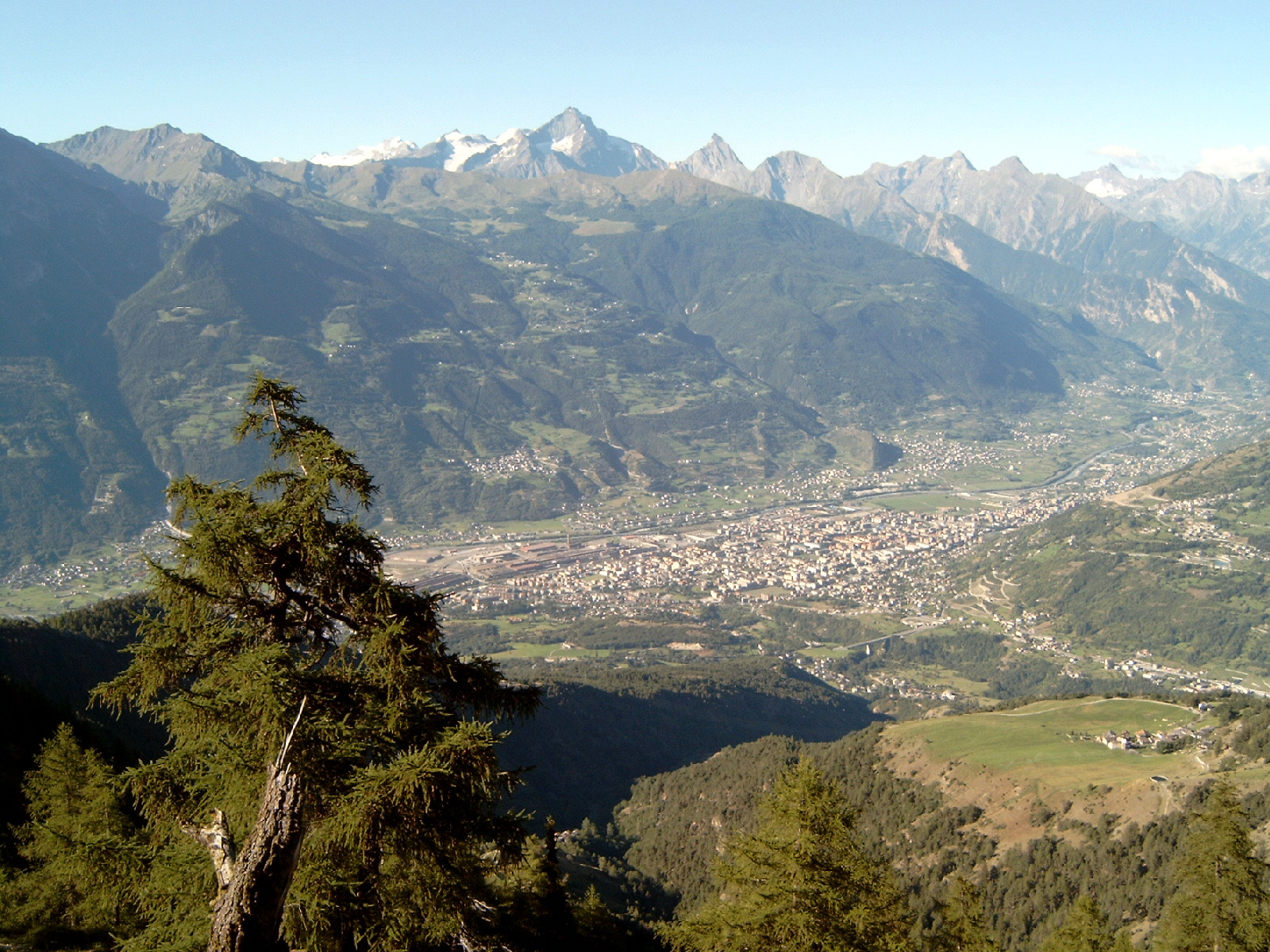
Vue de la ville depuis Saint-Christophe.
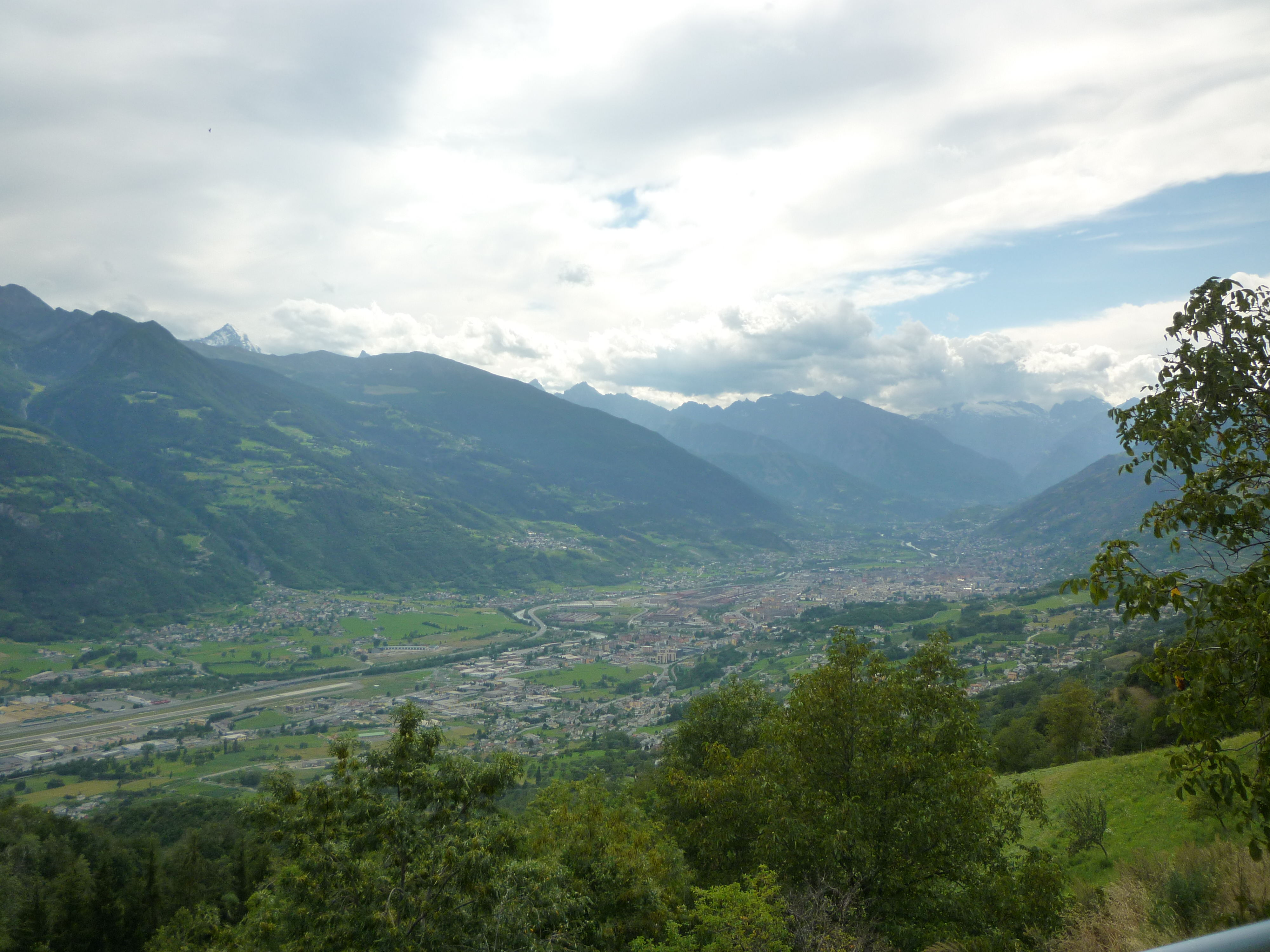
Vue de la ville depuis le hameau Crétallaz (Quart).
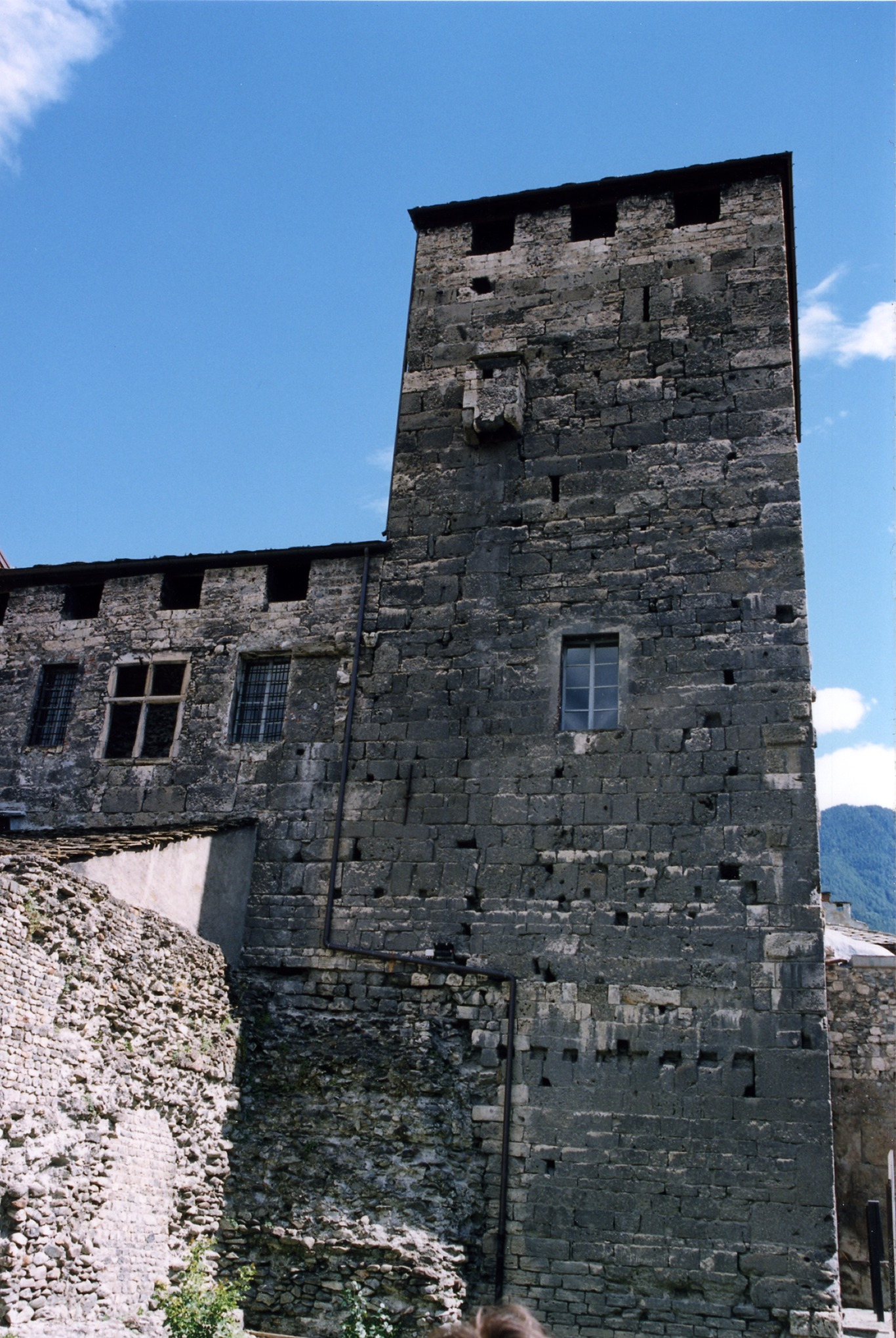
La tour médiévale des Seigneurs de Quart.
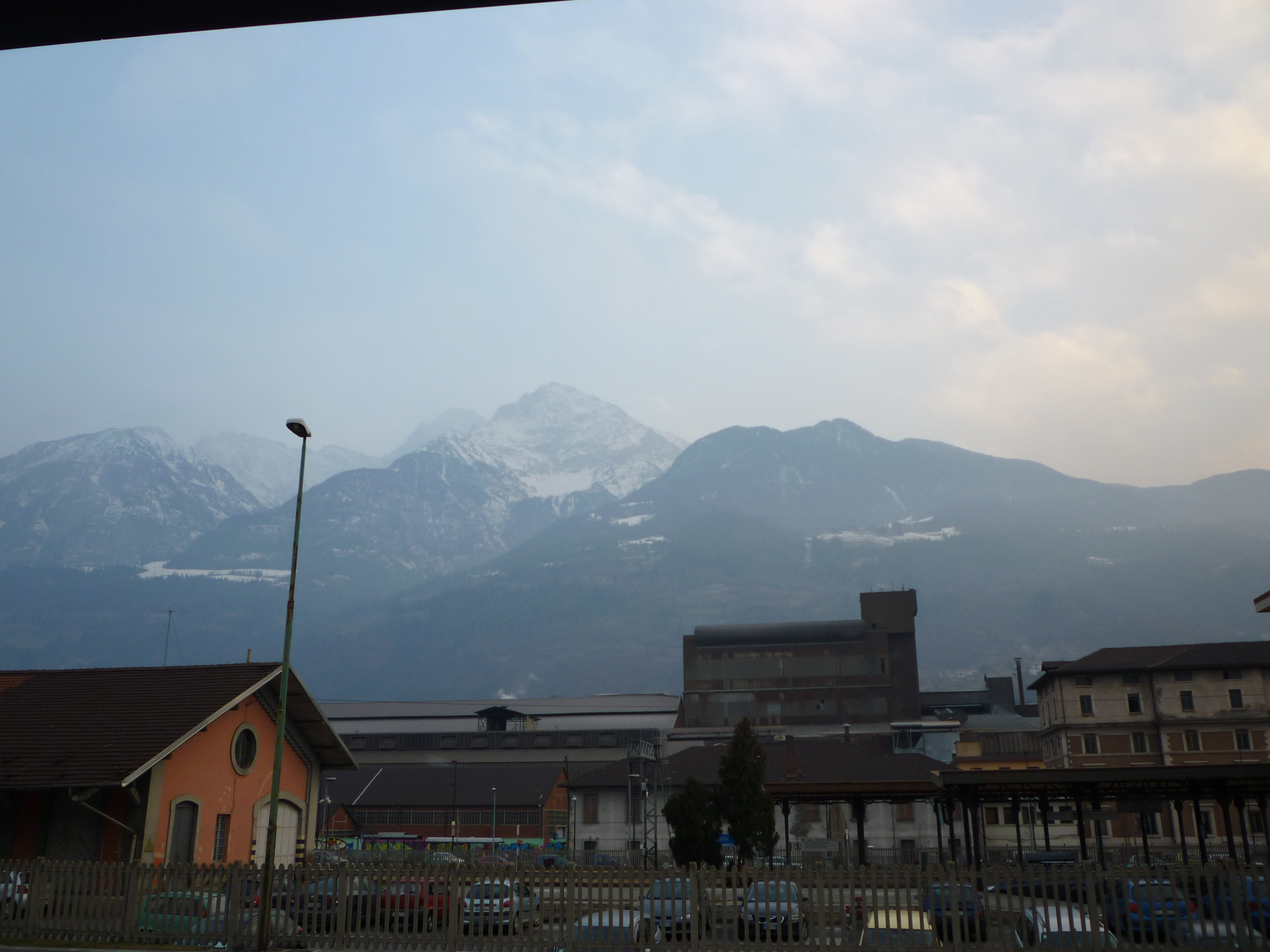
La gare d'Aoste, les bâtiments de l'industrie sidérurgique Cogne et, à l'arrière-plan, le pic de Nona et le mont Émilius.
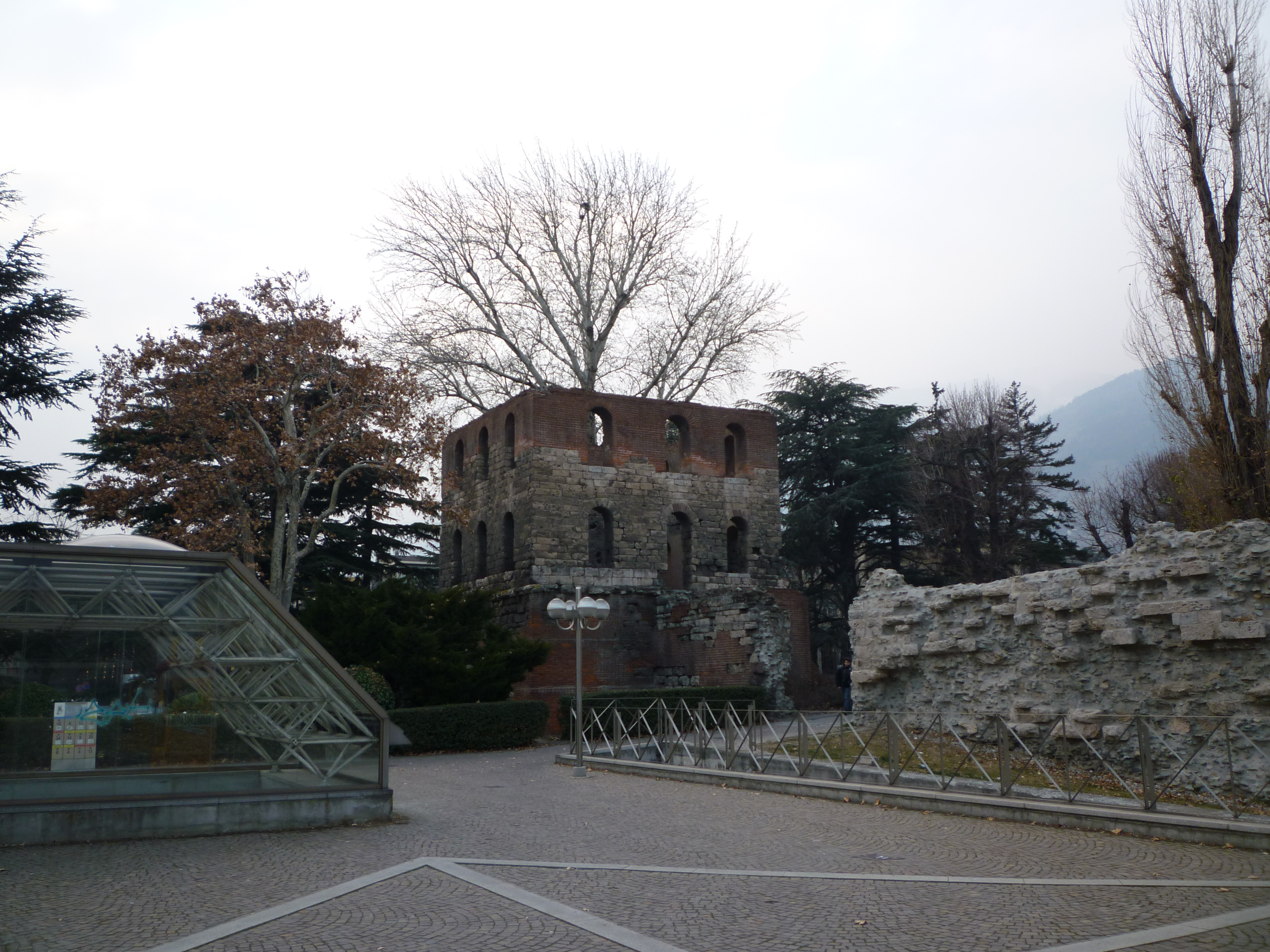
La tour du Pailleron.
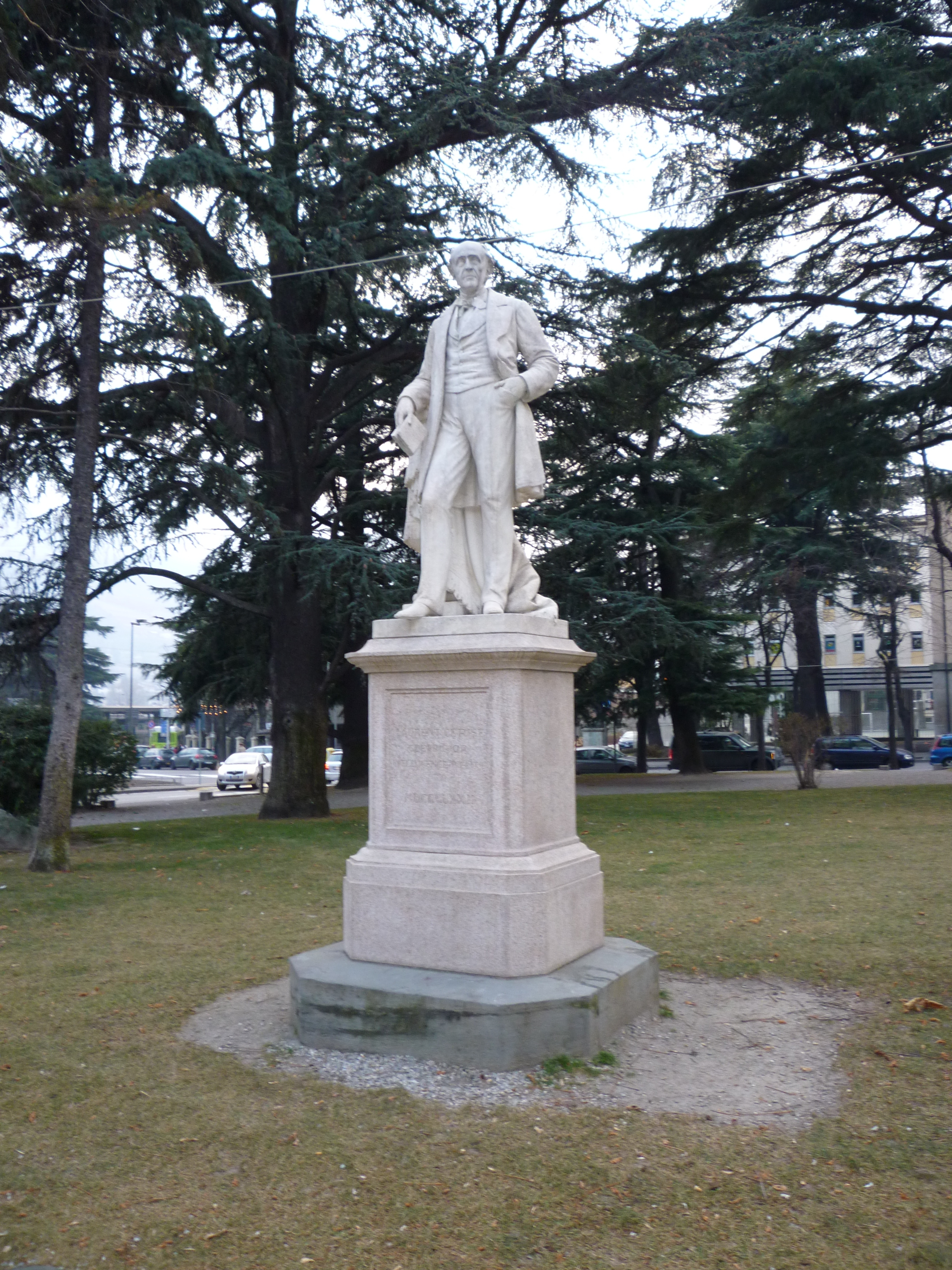
La statue du célèbre médecin valdôtain Laurent Cerise aux jardins publics.
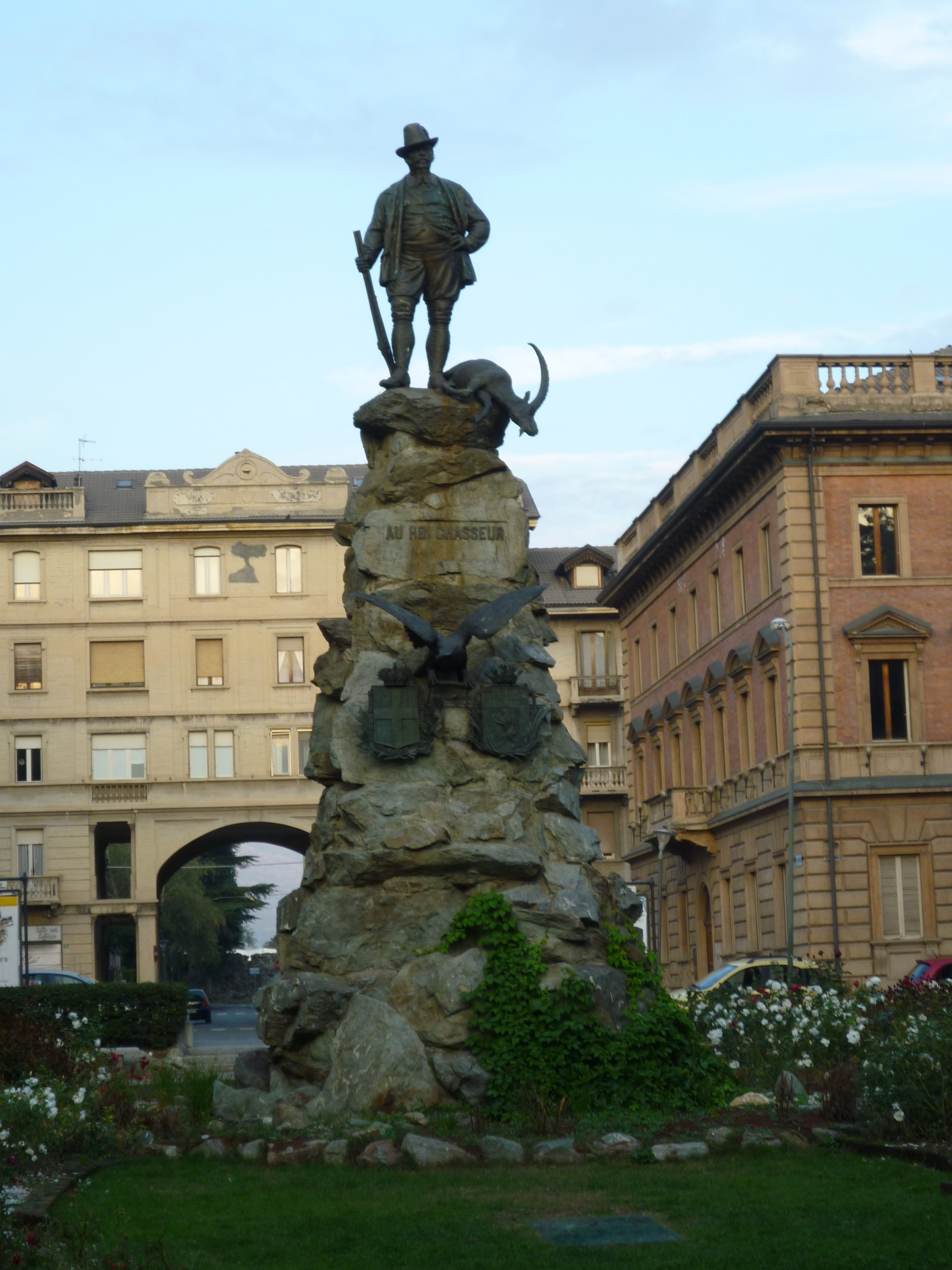
La statue de Victor-Emmanuel II, le « roi chasseur », aux jardins publics.
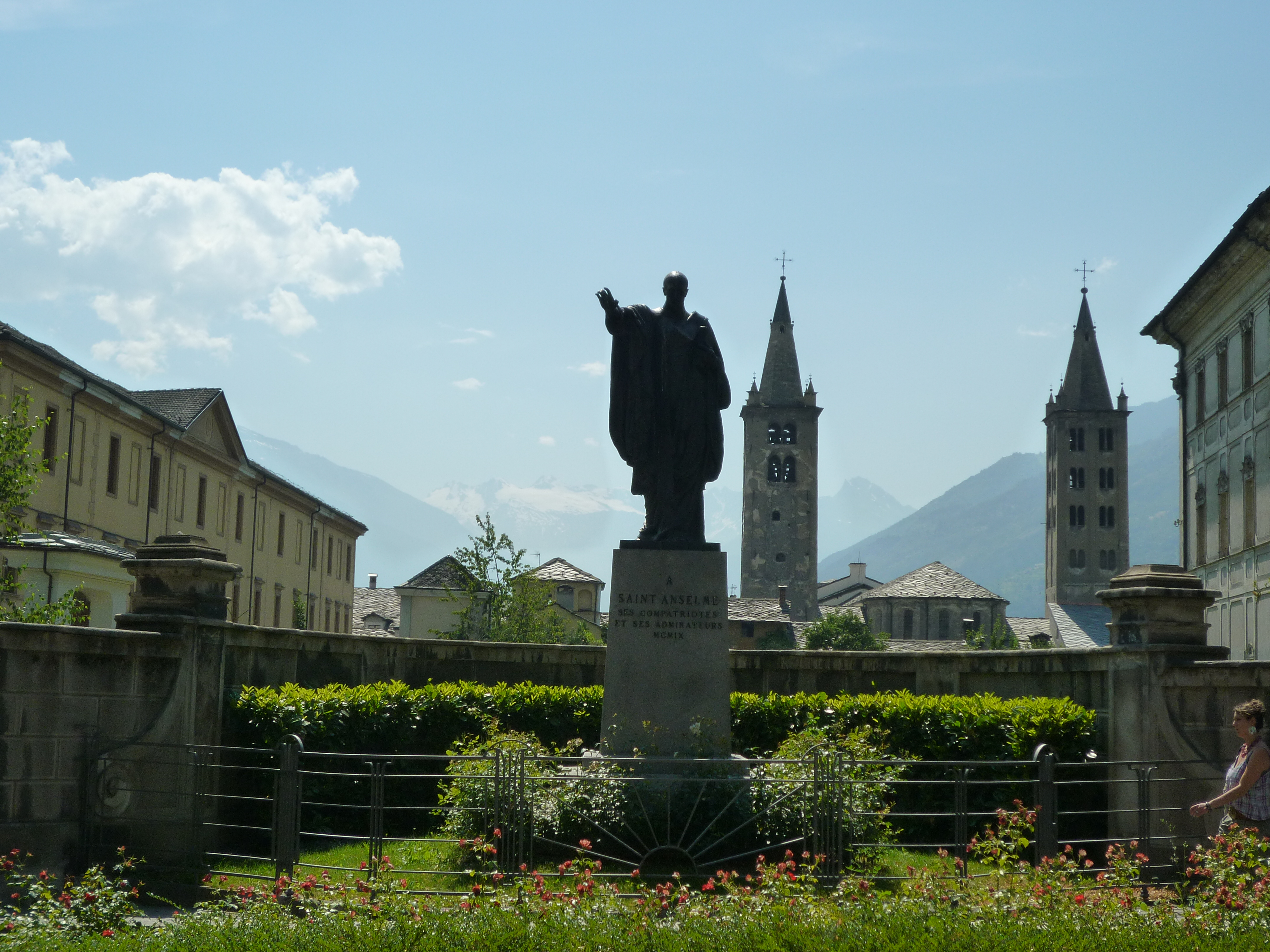
Statue de Saint Anselme d'Aoste, rue Xavier de Maistre. À l'arrière-plan, les clochers de la cathédrale d'Aoste, à droite on entrevoit le grand séminaire.
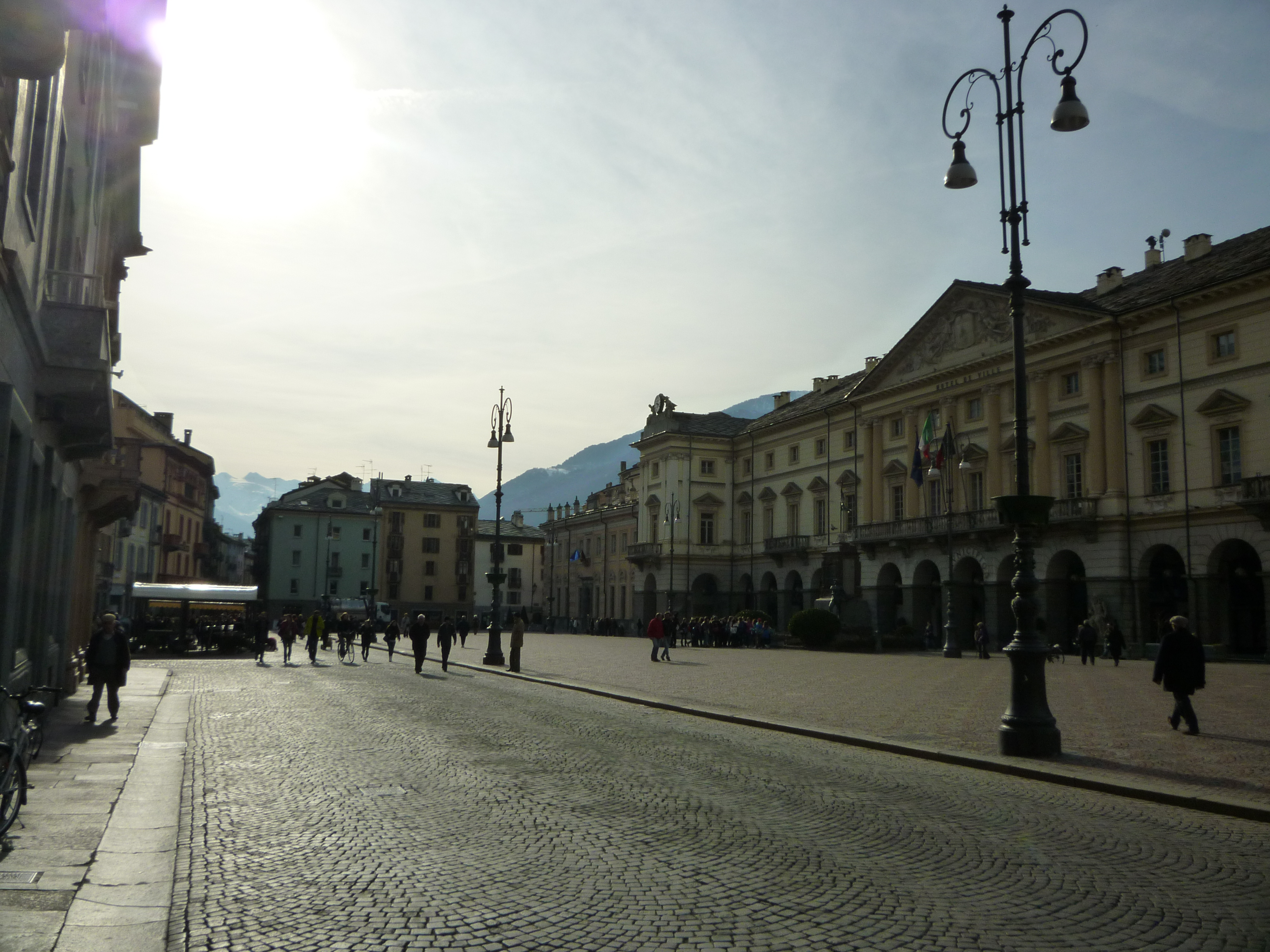
Place Émile-Chanoux et l'Hôtel de Ville.
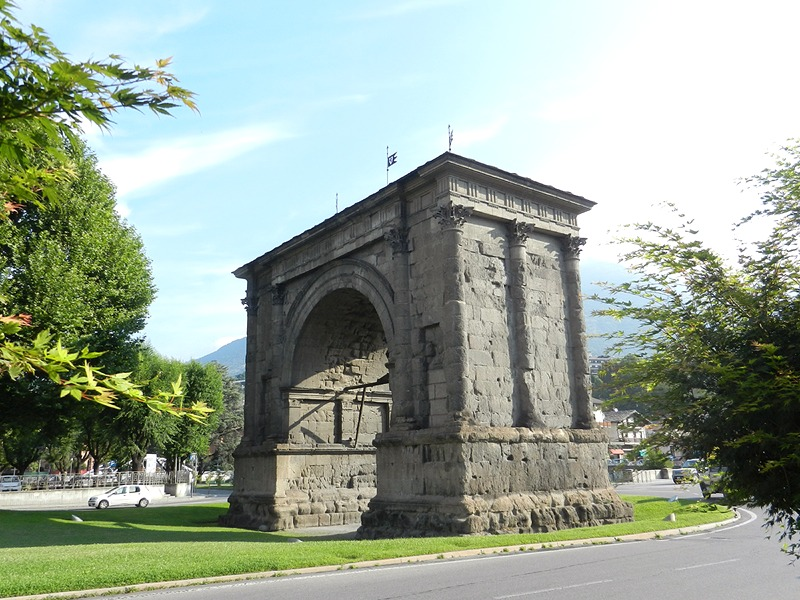
Arc d'Auguste.
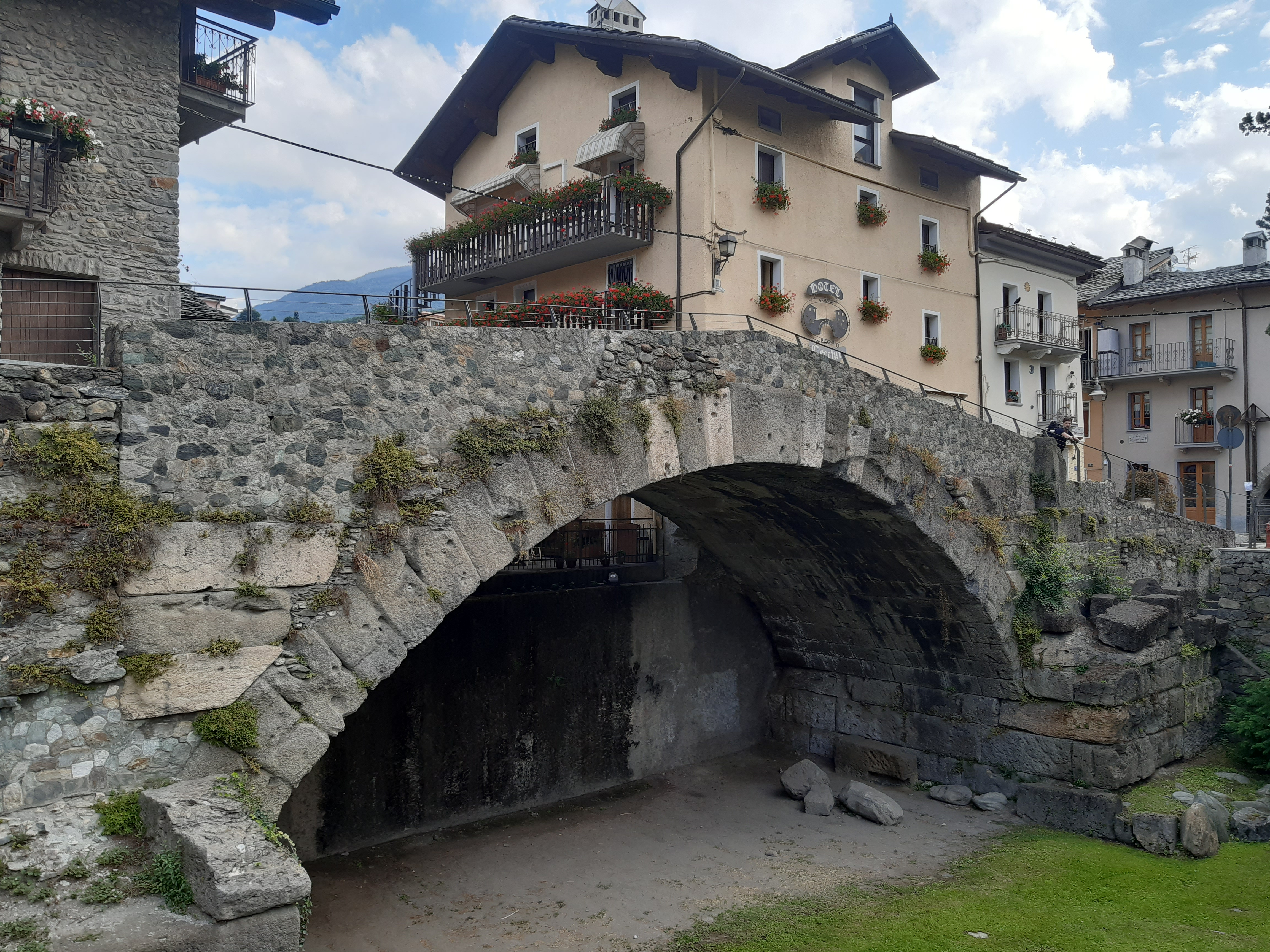
Le Pont de pierre.